# Bellenot-sous-Pouilly
Bellenot-sous-Pouilly este o comună în departamentul Côte-d'Or, Franța. În 2009 avea o populație de 217 de locuitori.

## Evoluția populației
| An        | 1975 | 1982 | 1990 | 1999 | 2006 | 2009 |
| --------- | ---- | ---- | ---- | ---- | ---- | ---- |
| Populație | 178  | 183  | 188  | 198  | 210  | 217  |